# Cosmetus pleurostigma
Cosmetus pleurostigma is een hooiwagen uit de familie Cosmetidae.